# Erstürmung der amerikanischen Botschaft in Islamabad
Die Erstürmung der amerikanischen Botschaft in Islamabad ereignete sich am 21. November 1979 und endete im Brand des Gebäudes. Beim Sturm auf die Botschaft kamen zwei pakistanische Botschaftsmitarbeiter, zwei amerikanische Soldaten und zwei Angreifer ums Leben. Der zum Angriff führende Protest in Islamabad, an dem sich offiziellen Angaben zufolge mehr als 20.000 Menschen beteiligten, war eine Reaktion auf die Falschmeldung, wonach die Vereinigten Staaten die Besetzung der Großen Moschee 1979 im Mekka mit einem Luftangriff beendet hätten. Im Nachhinein wurde von amerikanischer Seite der Vorwurf erhoben, die pakistanischen Sicherheitskräfte hätte nicht energisch genug versucht, die Menge unter Kontrolle zu halten.